# Jardin Lesseps
Le jardin Lesseps  est un jardin public du 20e arrondissement de Paris. 

## Situation et accès
Le jardin est situé au pied du cimetière du Père-Lachaise, accessible par la rue de Lesseps.
Ce site est desservi par la station de métro Alexandre Dumas sur la ligne 2 du métro de Paris.

## Origine du nom
Il doit son nom à la proximité de la rue de Lesseps.

## Historique
Le jardin Lesseps a été créé en 1995 dans le même esprit que le jardin naturel voisin.